# Mikael Pyyhtiä
Mikael Pyyhtiä, född 17 december 2001, är en finländsk professionell ishockeyforward som är kontrakterad till Columbus Blue Jackets i National Hockey League (NHL) och spelar för Cleveland Monsters i American Hockey League (AHL).
Han har tidigare spelat för HC TPS i Liiga.
Pyyhtiä draftades av Columbus Blue Jackets i fjärde rundan i 2020 års draft som 114:e spelare totalt.

## Statistik
| 2019–2020    | HC TPS                | Liiga        | 2   | 0  | 1  | 1  | 0  | —  | — | —  | —  | —  |
| 2020–2021    | HC TPS                | Liiga        | 35  | 3  | 4  | 7  | 4  | 13 | 1 | 4  | 5  | 4  |
| 2021–2022    | HC TPS                | Liiga        | 56  | 21 | 14 | 35 | 6  | 18 | 8 | 5  | 13 | 8  |
| 2022–2023    | HC TPS                | Liiga        | 47  | 7  | 13 | 20 | 16 | 3  | 0 | 2  | 2  | 0  |
|              | Columbus Blue Jackets | NHL          | 1   | 0  | 1  | 1  | 2  | —  | — | —  | —  | —  |
|              | Cleveland Monsters    | AHL          | 6   | 3  | 0  | 3  | 0  | —  | — | —  | —  | —  |
| NHL totalt   | NHL totalt            | NHL totalt   | 1   | 0  | 1  | 1  | 2  | —  | — | —  | —  | —  |
| Liiga totalt | Liiga totalt          | Liiga totalt | 140 | 31 | 32 | 63 | 26 | 34 | 9 | 11 | 20 | 12 |

### Internationellt
| Källa: Uppdaterad: 2023-04-14 | Källa: Uppdaterad: 2023-04-14 | Källa: Uppdaterad: 2023-04-14 |         | Utv = Utvisningsminuter | Utv = Utvisningsminuter | Utv = Utvisningsminuter | Utv = Utvisningsminuter | Utv = Utvisningsminuter |
| År                            | Lag                           | Mästerskap                    | Matcher | Mål                     | Assists                 | Poäng                   | Utv                     |                         |
| ----------------------------- | ----------------------------- | ----------------------------- | ------- | ----------------------- | ----------------------- | ----------------------- | ----------------------- | ----------------------- |
| 2021                          | Finland                       | JVM                           | 7       | 1                       | 1                       | 2                       | 0                       |                         |
| Junior totalt                 | Junior totalt                 | Junior totalt                 | 7       | 1                       | 1                       | 2                       | 0                       |                         |